# John Goodell (reżyser)
John D. Goodell (ur. 30 września 1909 w miejscowości Omaha, zm. 4 kwietnia 2004 w Saint Paul) – amerykański reżyser dokumentalista.

## Życiorys
Był inżynierem, dyrektorem działu automatyki US Industries w Maryland oraz dyrektorem technicznym US Industries w Nowym Jorku. Opracował kilka wynalazków.
Od lat 60. nakręcił kilka filmów dokumentalnych; za Always a New Beginning (1974) był nominowany do Oscara.
W latach 50. zainteresował się grą w go. Był jej wielkim promotorem w USA, czołowym amerykańskim zawodnikiem, organizatorem turniejów; sprowadził do USA 2 tony kamieni do gry z Japonii.